# Poules basses de la Ligue des champions masculine de l'EHF 2016-2017
Navigation
2015-2016 2017-2018
Cet article détaille les matchs de la Poule C et de la Poule D de la phase de groupe de la Ligue des champions 2016-2017 de handball organisée par la Fédération européenne de handball du 3 septembre 2016 au 12 mars 2017.
Les équipes terminant aux deux premières places de leur poule disputent des demi-finales de qualification en format croisé (le 1er d'une poule contre le 2e d'une autre), les équipes victorieuses se qualifiant pour les huitièmes de finale.

## Groupe C

### Classement
| \| \| Équipe \| Pts \| J \| G \| N \| P \| Bp \| Bc \| Diff \| \| - \| -------------------- \| --- \| -- \| - \| - \| - \| --- \| --- \| ---- \| \| 1 \| Montpellier Handball \| 16 \| 10 \| 8 \| 0 \| 2 \| 302 \| 252 \| 50 \| \| 2 \| Naturhouse La Rioja \| 11 \| 10 \| 5 \| 1 \| 4 \| 294 \| 286 \| 8 \| \| 3 \| RK Metalurg Skopje \| 10 \| 10 \| 5 \| 0 \| 5 \| 240 \| 251 \| -11 \| \| 4 \| HT Tatran Prešov \| 9 \| 10 \| 4 \| 1 \| 5 \| 259 \| 271 \| -12 \| \| 5 \| Elverum Handball \| 8 \| 10 \| 3 \| 2 \| 5 \| 257 \| 274 \| -17 \| \| 6 \| Medvedi Tchekhov \| 6 \| 10 \| 2 \| 2 \| 6 \| 273 \| 291 \| -18 \| | - Qualifié pour les demi-finales de qualification (en gras, les équipes déjà qualifiées) - Éliminé (3e à la 6e place) Mise à jour : 5/12/2016 Source : Site de l'EHF |     |    |   |   |   |     |     |      |
| | Équipe | Pts | J  | G | N | P | Bp  | Bc  | Diff |
| 1 | Montpellier Handball | 16  | 10 | 8 | 0 | 2 | 302 | 252 | 50   |
| 2 | Naturhouse La Rioja | 11  | 10 | 5 | 1 | 4 | 294 | 286 | 8    |
| 3 | RK Metalurg Skopje | 10  | 10 | 5 | 0 | 5 | 240 | 251 | -11  |
| 4 | HT Tatran Prešov | 9   | 10 | 4 | 1 | 5 | 259 | 271 | -12  |
| 5 | Elverum Handball | 8   | 10 | 3 | 2 | 5 | 257 | 274 | -17  |
| 6 | Medvedi Tchekhov | 6   | 10 | 2 | 2 | 6 | 273 | 291 | -18  |

### Journée 1
| 22 septembre 2016 19h00 | Medvedi Tchekhov                 | 28 - 28   | Naturhouse La Rioja | Olimpiysky Sport Palace, Tchekhov Affluence : 1 500 Arbitrage : Gousko, Repkin |
| 22 septembre 2016 19h00 | Kirill Kotov, Dmitrii Santalov 6 | (14 - 16) | Haniel Langaro, 5   | Olimpiysky Sport Palace, Tchekhov Affluence : 1 500 Arbitrage : Gousko, Repkin |
| 22 septembre 2016 19h00 | ×3 ×2                            | Rapport   | ×3                  | Olimpiysky Sport Palace, Tchekhov Affluence : 1 500 Arbitrage : Gousko, Repkin |

| 24 septembre 2016 17h30 | Metalurg Skopje  | 18 - 17 | Elverum Handball | Avtokomanda, Skopje Affluence : 3 700 Arbitrage : Baumgart, Wild |
| 24 septembre 2016 17h30 | Filip Taleski 13 | (8 - 7) | André Lindboe 6  | Avtokomanda, Skopje Affluence : 3 700 Arbitrage : Baumgart, Wild |
| 24 septembre 2016 17h30 | ×3 ×5            | Rapport | ×3               | Avtokomanda, Skopje Affluence : 3 700 Arbitrage : Baumgart, Wild |

| 25 septembre 2016 17h00 | Montpellier Handball | 28 - 23   | HT Tatran Prešov | Palais des sports René-Bougnol, Montpellier Affluence : 3 000 Arbitrage : Bonifert, Oláh |
| 25 septembre 2016 17h00 | Vid Kavtičnik 7      | (14 - 14) | Oliver Rabek 6   | Palais des sports René-Bougnol, Montpellier Affluence : 3 000 Arbitrage : Bonifert, Oláh |
| 25 septembre 2016 17h00 | ×3 ×4                | Rapport   | ×3 ×5            | Palais des sports René-Bougnol, Montpellier Affluence : 3 000 Arbitrage : Bonifert, Oláh |

### Journée 2
| 1 octobre 2016 15h00 | HT Tatran Prešov | 27 - 22   | Metalurg Skopje | Tatran Handball Arena, Prešov Affluence : 1 200 Arbitrage : Baranowski, Lemanowicz |
| 1 octobre 2016 15h00 | Jakub Hrstka 7   | (11 - 12) | Miloš Dragaš 5  | Tatran Handball Arena, Prešov Affluence : 1 200 Arbitrage : Baranowski, Lemanowicz |
| 1 octobre 2016 15h00 | ×1 ×3            | Rapport   | ×3 ×2           | Tatran Handball Arena, Prešov Affluence : 1 200 Arbitrage : Baranowski, Lemanowicz |

| 1 octobre 2016 20h30 | Naturhouse La Rioja              | 31 - 30   | Montpellier Handball | Palais des sports de La Rioja, Logroño Affluence : 2 000 Arbitrage : Kurtagic, Wetterwik |
| 1 octobre 2016 20h30 | Mohamed Sanad, Haniel Langaro, 7 | (15 - 12) | Mathieu Grébille 8   | Palais des sports de La Rioja, Logroño Affluence : 2 000 Arbitrage : Kurtagic, Wetterwik |
| 1 octobre 2016 20h30 | ×2 ×4                            | Rapport   | ×3 ×4                | Palais des sports de La Rioja, Logroño Affluence : 2 000 Arbitrage : Kurtagic, Wetterwik |

| 2 octobre 2016 19h00 | Elverum Håndball | 28 - 28   | Medvedi Tchekhov  | Terningen Arena, Elverum Affluence : 1 829 Arbitrage : Dentz, Reibel |
| 2 octobre 2016 19h00 | Tamás Iváncsik 8 | (13 - 10) | Dimitri Kovalev 6 | Terningen Arena, Elverum Affluence : 1 829 Arbitrage : Dentz, Reibel |
| 2 octobre 2016 19h00 | ×3 ×4            | Rzpport   | ×3 ×4             | Terningen Arena, Elverum Affluence : 1 829 Arbitrage : Dentz, Reibel |

### Journée 3
| 6 octobre 2016 19h00 | Medvedi Tchekhov                      | 25 - 21  | Metalurg Skopje     | Olimpiysky Sport Palace, Tchekhov Affluence : 1 100 Arbitrage : Brunner, Salah |
| 6 octobre 2016 19h00 | Dmitriy Kornev, Dmitry Shelestyukov 4 | (14 - 8) | Nemanja Obradović 8 | Olimpiysky Sport Palace, Tchekhov Affluence : 1 100 Arbitrage : Brunner, Salah |
| 6 octobre 2016 19h00 | ×3 ×4                                 | Rapport  | ×2 ×5               | Olimpiysky Sport Palace, Tchekhov Affluence : 1 100 Arbitrage : Brunner, Salah |

| 8 octobre 2016 17h30 | Naturhouse La Rioja      | 33 - 27   | HT Tatran Prešov | Palais des sports de La Rioja, Logroño Affluence : 2 500 Arbitrage : Olesen, Pedersen |
| 8 octobre 2016 17h30 | Ángel Fernández Pérez 10 | (16 - 18) | Alexey Peskov 7  | Palais des sports de La Rioja, Logroño Affluence : 2 500 Arbitrage : Olesen, Pedersen |
| 8 octobre 2016 17h30 | ×2 ×4                    | Rapport   | ×3 ×6            | Palais des sports de La Rioja, Logroño Affluence : 2 500 Arbitrage : Olesen, Pedersen |

| 9 octobre 2016 18h15 | Elverum Håndball            | 32 - 31   | Montpellier Handball | Terningen Arena, Elverum Affluence : 1 879 Arbitrage : Caçador, Nicolau |
| 9 octobre 2016 18h15 | Nikolaj Mehl, Josef Pujol 7 | (18 - 14) | Jure Dolenec 6       | Terningen Arena, Elverum Affluence : 1 879 Arbitrage : Caçador, Nicolau |
| 9 octobre 2016 18h15 | ×3 ×2                       | Rapport   | ×3 ×4                | Terningen Arena, Elverum Affluence : 1 879 Arbitrage : Caçador, Nicolau |

### Journée 4
| 15 octobre 2016 16h00 | HT Tatran Prešov | 25 - 27   | Elverum Håndball | Tatran Handball Arena, Prešov Affluence : 2 050 Arbitrage : Andorka, Hucker |
| 15 octobre 2016 16h00 | Jakub Hrstka 8   | (16 - 17) | Tamás Iváncsik 7 | Tatran Handball Arena, Prešov Affluence : 2 050 Arbitrage : Andorka, Hucker |
| 15 octobre 2016 16h00 | ×2 ×3            | Rapport   | ×3               | Tatran Handball Arena, Prešov Affluence : 2 050 Arbitrage : Andorka, Hucker |

| 15 octobre 2016 17h30 | Metalurg Skopje                   | 24 - 23  | Naturhouse La Rioja | Centre sportif Boris-Trajkovski, Skopje Affluence : 3 506 Arbitrage : Herczeg, Südi |
| 15 octobre 2016 17h30 | Miloš Dragaš, Nemanja Obradović 7 | (11 - 9) | Haniel Langaro 7    | Centre sportif Boris-Trajkovski, Skopje Affluence : 3 506 Arbitrage : Herczeg, Südi |
| 15 octobre 2016 17h30 | ×4 ×2                             | Rapport  | ×2 ×3               | Centre sportif Boris-Trajkovski, Skopje Affluence : 3 506 Arbitrage : Herczeg, Südi |

| 15 octobre 2016 20h30 | Montpellier Handball | 26 - 22  | Medvedi Tchekhov | Arena de Montpellier, Montpellier Affluence : 2 600 Arbitrage : Erdoğan, Özdeni |
| 15 octobre 2016 20h30 | Jure Dolenec 8       | (12 - 9) | Maxim Kuretkov 4 | Arena de Montpellier, Montpellier Affluence : 2 600 Arbitrage : Erdoğan, Özdeni |
| 15 octobre 2016 20h30 | ×3                   | Rapport  | ×3 ×5            | Arena de Montpellier, Montpellier Affluence : 2 600 Arbitrage : Erdoğan, Özdeni |

### Journée 5
| 22 octobre 2016 16h00 | HT Tatran Prešov | 30 - 28   | Medvedi Tchekhov     | Tatran Handball Arena, Prešov Affluence : 2 100 Arbitrage : Baumgart, Wild |
| 22 octobre 2016 16h00 | Jakub Hrstka 9   | (17 - 11) | Roman Ostashchenko 6 | Tatran Handball Arena, Prešov Affluence : 2 100 Arbitrage : Baumgart, Wild |
| 22 octobre 2016 16h00 | ×3 ×6            | Rapport   | ×3 ×5 ×1             | Tatran Handball Arena, Prešov Affluence : 2 100 Arbitrage : Baumgart, Wild |

| 23 octobre 2016 18h15 | Elverum Håndball | 27 - 32   | Naturhouse La Rioja | Terningen Arena, Elverum Affluence : 2 202 Arbitrage : Elíasson, Pálsson |
| 23 octobre 2016 18h15 | Tine Poklar 7    | (14 - 16) | Haniel Langaro 8    | Terningen Arena, Elverum Affluence : 2 202 Arbitrage : Elíasson, Pálsson |
| 23 octobre 2016 18h15 | ×3 ×6            | Rapport   | ×3 ×5               | Terningen Arena, Elverum Affluence : 2 202 Arbitrage : Elíasson, Pálsson |

| 23 octobre 2016 18h45 | Montpellier Handball              | 28 - 18   | Metalurg Skopje     | Arena de Montpellier, Montpellier Affluence : 2 700 Arbitrage : Geipel, Helbig |
| 23 octobre 2016 18h45 | Mathieu Grebille, Vid Kavtičnik 5 | (13 - 12) | Vojislav Brajović 5 | Arena de Montpellier, Montpellier Affluence : 2 700 Arbitrage : Geipel, Helbig |
| 23 octobre 2016 18h45 | ×2                                | Rapport   | ×3 ×5               | Arena de Montpellier, Montpellier Affluence : 2 700 Arbitrage : Geipel, Helbig |

### Journée 6
| 10 novembre 2016 18h45 | Metalurg Skopje      | 24 - 30   | Montpellier Handball | Boris Trajkovski Sports Center, Skopje Affluence : 4 500 Arbitrage : Leszczynski, Piechota |
| 10 novembre 2016 18h45 | Nemanja Obradović 10 | (10 - 14) | Mathieu Grébille 10  | Boris Trajkovski Sports Center, Skopje Affluence : 4 500 Arbitrage : Leszczynski, Piechota |
| 10 novembre 2016 18h45 | ×3                   | Rapport   | ×3 ×4                | Boris Trajkovski Sports Center, Skopje Affluence : 4 500 Arbitrage : Leszczynski, Piechota |

| 10 novembre 2016 19h00 | Medvedi Tchekhov   | 28 - 29   | HT Tatran Prešov | Olimpiysky Sport Palace, Tchekhov Affluence : 1 000 Arbitrage : Pandžić, Šatordžija |
| 10 novembre 2016 19h00 | Dimitri Santalov 9 | (13 - 18) | Alexey Peskov 7  | Olimpiysky Sport Palace, Tchekhov Affluence : 1 000 Arbitrage : Pandžić, Šatordžija |
| 10 novembre 2016 19h00 | ×3                 | Rapport   | ×3 ×4            | Olimpiysky Sport Palace, Tchekhov Affluence : 1 000 Arbitrage : Pandžić, Šatordžija |

| 12 novembre 2016 18h30 | Naturhouse La Rioja                   | 28 - 21  | Elverum Håndball                  | Palais des sports de La Rioja, Logroño Affluence : 2 200 Arbitrage : Brunner, Salah |
| 12 novembre 2016 18h30 | Ángel Fernández Pérez, Javier Muñoz 4 | (11 - 8) | Tamás Iváncsik, Morten Nergaard 4 | Palais des sports de La Rioja, Logroño Affluence : 2 200 Arbitrage : Brunner, Salah |
| 12 novembre 2016 18h30 | ×2                                    | Rapport  | ×3 ×7                             | Palais des sports de La Rioja, Logroño Affluence : 2 200 Arbitrage : Brunner, Salah |

### Journée 7
| 19 novembre 2016 16h00 | HT Tatran Prešov | 24 - 28  | Montpellier Handball             | Tatran Handball Arena, Prešov Affluence : 2 500 Arbitrage : Madsen, Mortensen |
| 19 novembre 2016 16h00 | Dominik Krok 6   | (9 - 14) | Jure Dolenec, Ludovic Fabregas 6 | Tatran Handball Arena, Prešov Affluence : 2 500 Arbitrage : Madsen, Mortensen |
| 19 novembre 2016 16h00 | ×3 ×6            | Rapport  | ×3 ×6                            | Tatran Handball Arena, Prešov Affluence : 2 500 Arbitrage : Madsen, Mortensen |

| 19 novembre 2016 17h30 | Naturhouse La Rioja | 34 - 37   | Medvedi Tchekhov  | Palais des sports de La Rioja, Logroño Affluence : 2 300 Arbitrage : Andorka, Hucker |
| 19 novembre 2016 17h30 | Albert Rocas 11     | (19 - 17) | Alexander Kotov 6 | Palais des sports de La Rioja, Logroño Affluence : 2 300 Arbitrage : Andorka, Hucker |
| 19 novembre 2016 17h30 | ×3 ×2               | Rapport   | ×2 ×6             | Palais des sports de La Rioja, Logroño Affluence : 2 300 Arbitrage : Andorka, Hucker |

| 20 novembre 2016 18h15 | Elverum Handball | 26 - 31  | Metalurg Skopje     | Terningen Arena, Elverum Affluence : 1 792 Arbitrage : Nabokau, Kulik |
| 20 novembre 2016 18h15 | Tine Poklar 7    | (9 - 14) | Filip Kuzmanovski 9 | Terningen Arena, Elverum Affluence : 1 792 Arbitrage : Nabokau, Kulik |
| 20 novembre 2016 18h15 | ×2 ×1            | Rapport  | ×3 ×2               | Terningen Arena, Elverum Affluence : 1 792 Arbitrage : Nabokau, Kulik |

### Journée 8
| 24 novembre 2016 19h00 | Medvedi Tchekhov | 26 - 31   | Elverum Handball | Olimpiysky Sport Palace, Tchekhov Affluence : 1 400 Arbitrage : Harabagiu, Stănescu |
| 24 novembre 2016 19h00 | Santalov 8       | (14 - 15) | Tamás Iváncsik 9 | Olimpiysky Sport Palace, Tchekhov Affluence : 1 400 Arbitrage : Harabagiu, Stănescu |
| 24 novembre 2016 19h00 | ×3               | Rapport   | ×3               | Olimpiysky Sport Palace, Tchekhov Affluence : 1 400 Arbitrage : Harabagiu, Stănescu |

| 26 novembre 2016 18h30 | Montpellier Handball | 37 - 27   | Naturhouse La Rioja | Palais des sports René-Bougnol, Montpellier Affluence : 3 000 Arbitrage : Sigurjónsson, Pétursson |
| 26 novembre 2016 18h30 | Mathieu Grébille 10  | (19 - 11) | Fernández 7         | Palais des sports René-Bougnol, Montpellier Affluence : 3 000 Arbitrage : Sigurjónsson, Pétursson |
| 26 novembre 2016 18h30 | ×3 ×5                | Rapport   | ×3 ×1               | Palais des sports René-Bougnol, Montpellier Affluence : 3 000 Arbitrage : Sigurjónsson, Pétursson |

| 27 novembre 2016 17h30 | Metalurg Skopje  | 26 - 20   | HT Tatran Prešov | Centre sportif Boris-Trajkovski, Skopje Affluence : 3 500 Arbitrage : Brkic, Jusufhodzic |
| 27 novembre 2016 17h30 | Filip Taleski 10 | (11 - 10) | Rábek 8          | Centre sportif Boris-Trajkovski, Skopje Affluence : 3 500 Arbitrage : Brkic, Jusufhodzic |
| 27 novembre 2016 17h30 | ×1 ×2            | Rapport   | ×3               | Centre sportif Boris-Trajkovski, Skopje Affluence : 3 500 Arbitrage : Brkic, Jusufhodzic |

### Journée 9
| 3 décembre 2016 16h00 | Medvedi Tchekhov | 27 - 33   | Montpellier Handball            | Olimpiysky Sport Palace, Tchekhov Affluence : 1 300 Arbitrage : Johansson, Kliko |
| 3 décembre 2016 16h00 | Dmitriy Kornev 8 | (13 - 14) | Arthur Anquetil, Jure Dolenec 8 | Olimpiysky Sport Palace, Tchekhov Affluence : 1 300 Arbitrage : Johansson, Kliko |
| 3 décembre 2016 16h00 | ×3 ×4            | Rapport   | ×3 ×2                           | Olimpiysky Sport Palace, Tchekhov Affluence : 1 300 Arbitrage : Johansson, Kliko |

| 3 décembre 2016 17h30 | Naturhouse La Rioja      | 31 - 25   | Metalurg Skopje | Palais des sports de La Rioja, Logroño Affluence : 2 400 Arbitrage : Leandersson, Lindroos |
| 3 décembre 2016 17h30 | Ángel Fernández Pérez 10 | (16 - 14) | Vanja Ilić 7    | Palais des sports de La Rioja, Logroño Affluence : 2 400 Arbitrage : Leandersson, Lindroos |
| 3 décembre 2016 17h30 | ×3                       | Rapport   | ×2 ×3           | Palais des sports de La Rioja, Logroño Affluence : 2 400 Arbitrage : Leandersson, Lindroos |

| 4 décembre 2016 15h45 | Elverum Handball | 24 - 24  | HT Tatran Prešov | Terningen Arena, Elverum Affluence : 1 412 Arbitrage : Leszczynski, Piechota |
| 4 décembre 2016 15h45 | André Lindboe 10 | (10 - 9) | Oliver Rabek 10  | Terningen Arena, Elverum Affluence : 1 412 Arbitrage : Leszczynski, Piechota |
| 4 décembre 2016 15h45 | ×3 ×2            | Rapport  | ×3               | Terningen Arena, Elverum Affluence : 1 412 Arbitrage : Leszczynski, Piechota |

### Journée 10
| 11 février 2017 16h00 | HT Tatran Prešov | 30 - 27   | Naturhouse La Rioja                   | Tatran Handball Arena, Prešov Affluence : 2 500 Arbitrage : Nabokau, Kulik |
| 11 février 2017 16h00 | Oliver Rabek 9   | (18 - 16) | Javi Muñoz, Miguel Sánchez Migallón 5 | Tatran Handball Arena, Prešov Affluence : 2 500 Arbitrage : Nabokau, Kulik |
| 11 février 2017 16h00 | ×3 ×2            | Rapport   | ×2 ×3                                 | Tatran Handball Arena, Prešov Affluence : 2 500 Arbitrage : Nabokau, Kulik |

| 12 février 2017 17h30 | Metalurg Skopje                 | 31 - 24   | Medvedi Tchekhov | Centre sportif Boris-Trajkovski, Skopje Affluence : 3 560 Arbitrage : Gasmi, Gasmi |
| 12 février 2017 17h30 | Vanja Ilić, Nemanja Obradović 7 | (15 - 10) | Kirill Kotov 5   | Centre sportif Boris-Trajkovski, Skopje Affluence : 3 560 Arbitrage : Gasmi, Gasmi |
| 12 février 2017 17h30 | ×2 ×3                           | Rapport   | ×2 ×3            | Centre sportif Boris-Trajkovski, Skopje Affluence : 3 560 Arbitrage : Gasmi, Gasmi |

| 12 février 2017 17h30 | Montpellier Handball   | 31 - 24   | Elverum Handball | Arena de Montpellier, Montpellier Affluence : 3 000 Arbitrage : Cindrić, Gonzurek |
| 12 février 2017 17h30 | Jonas Truchanovičius 7 | (16 - 11) | Josef Pujol 8    | Arena de Montpellier, Montpellier Affluence : 3 000 Arbitrage : Cindrić, Gonzurek |
| 12 février 2017 17h30 | ×3                     | Rapport   | ×3               | Arena de Montpellier, Montpellier Affluence : 3 000 Arbitrage : Cindrić, Gonzurek |

## Groupe D

### Classement
| \| \| Équipe \| Pts \| J \| G \| N \| P \| Bp \| Bc \| Diff \| \| - \| ------------------- \| --- \| -- \| - \| - \| - \| --- \| --- \| ---- \| \| 1 \| HBC Nantes \| 17 \| 10 \| 8 \| 1 \| 1 \| 312 \| 270 \| 42 \| \| 2 \| HC Motor Zaporijia \| 15 \| 10 \| 7 \| 1 \| 2 \| 308 \| 272 \| 36 \| \| 3 \| Beşiktaş JK \| 11 \| 10 \| 5 \| 1 \| 4 \| 275 \| 289 \| -14 \| \| 4 \| Dinamo Bucarest \| 8 \| 10 \| 3 \| 2 \| 5 \| 294 \| 294 \| 0 \| \| 5 \| Team Tvis Holstebro \| 5 \| 10 \| 2 \| 1 \| 7 \| 281 \| 314 \| -33 \| \| 6 \| ABC Braga/UMinho \| 4 \| 10 \| 2 \| 0 \| 8 \| 289 \| 320 \| -31 \| | - Qualifié pour les demi-finales de qualification (en gras, les équipes déjà qualifiées) - Éliminé (3e à la 6e place) Mise à jour : 05/12/2016 Source : Site de l'EHF |     |    |   |   |   |     |     |      |
| | Équipe | Pts | J  | G | N | P | Bp  | Bc  | Diff |
| 1 | HBC Nantes | 17  | 10 | 8 | 1 | 1 | 312 | 270 | 42   |
| 2 | HC Motor Zaporijia | 15  | 10 | 7 | 1 | 2 | 308 | 272 | 36   |
| 3 | Beşiktaş JK | 11  | 10 | 5 | 1 | 4 | 275 | 289 | -14  |
| 4 | Dinamo Bucarest | 8   | 10 | 3 | 2 | 5 | 294 | 294 | 0    |
| 5 | Team Tvis Holstebro | 5   | 10 | 2 | 1 | 7 | 281 | 314 | -33  |
| 6 | ABC Braga/UMinho | 4   | 10 | 2 | 0 | 8 | 289 | 320 | -31  |

### Journée 1
| 21 septembre 2016 19h00 | Beşiktaş JK    | 33 - 31   | ABC Braga/UMinho | Izmit Arena, Izmit Affluence : 1 565 Arbitrage : Kristiansen, Pettersen |
| 21 septembre 2016 19h00 | Ramazan Döne 9 | (21 - 18) | trois joueurs 6  | Izmit Arena, Izmit Affluence : 1 565 Arbitrage : Kristiansen, Pettersen |
| 21 septembre 2016 19h00 | ×3 ×5          | Rapport   | ×3 ×6            | Izmit Arena, Izmit Affluence : 1 565 Arbitrage : Kristiansen, Pettersen |

| 22 septembre 2016 18h00 | HC Motor Zaporijia | 26 - 26   | HBC Nantes      | Kharkiv Sport Hall, Kharkiv Affluence : 2 110 Arbitrage : Pandzic, Mosorinski |
| 22 septembre 2016 18h00 | Stanislav Zhukov 5 | (15 - 16) | Dominik Klein 8 | Kharkiv Sport Hall, Kharkiv Affluence : 2 110 Arbitrage : Pandzic, Mosorinski |
| 22 septembre 2016 18h00 | ×3 ×2              | Rapport   | ×3              | Kharkiv Sport Hall, Kharkiv Affluence : 2 110 Arbitrage : Pandzic, Mosorinski |

| 25 septembre 2016 16h50 | Team Tvis Holstebro | 32 - 32   | Dinamo Bucarest      | Gräkjaer Arena, Holstebro Affluence : 1 905 Arbitrage : Cacador, Nicolau |
| 25 septembre 2016 16h50 | Kasper Kildelund 9  | (16 - 16) | Dan Andrei Savenco 6 | Gräkjaer Arena, Holstebro Affluence : 1 905 Arbitrage : Cacador, Nicolau |
| 25 septembre 2016 16h50 | ×3 ×2               | Rapport   | ×3 ×4                | Gräkjaer Arena, Holstebro Affluence : 1 905 Arbitrage : Cacador, Nicolau |

### Journée 2
| 29 septembre 2016 18h00 | Dinamo Bucarest   | 35 - 31   | HC Motor Zaporijia | Dinamo Polyvalent Hall, Bucarest Affluence : 2 100 Arbitrage : Vesovic, Mitrovic |
| 29 septembre 2016 18h00 | Jakov Vranković 8 | (15 - 13) | Igor Soroka 8      | Dinamo Polyvalent Hall, Bucarest Affluence : 2 100 Arbitrage : Vesovic, Mitrovic |
| 29 septembre 2016 18h00 | ×2 ×8             | Rapport   | ×3 ×4              | Dinamo Polyvalent Hall, Bucarest Affluence : 2 100 Arbitrage : Vesovic, Mitrovic |

| 1 octobre 2016 17h00 | ABC Braga/UMinho | 32 - 27   | Team Tvis Holstebro | Pavilhão Flávio Sá Leite, Braga Affluence : 1 500 Arbitrage : Marin, Serradilla |
| 1 octobre 2016 17h00 | Nuno Pereira 10  | (16 - 14) | Magnus Bramming 9   | Pavilhão Flávio Sá Leite, Braga Affluence : 1 500 Arbitrage : Marin, Serradilla |
| 1 octobre 2016 17h00 | ×2 ×3            | Rapport   | ×3 ×5               | Pavilhão Flávio Sá Leite, Braga Affluence : 1 500 Arbitrage : Marin, Serradilla |

| 1 octobre 2016 18h30 | HBC Nantes       | 33 - 19  | Beşiktaş JK    | Salle de la Trocardière, Rezé Affluence : 3 811 Arbitrage : Sigurjonsson, Petursson |
| 1 octobre 2016 18h30 | Senjamin Burić 6 | (16 - 9) | Ramazan Döne 5 | Salle de la Trocardière, Rezé Affluence : 3 811 Arbitrage : Sigurjonsson, Petursson |
| 1 octobre 2016 18h30 | ×3               | Rapport  | ×3 ×4          | Salle de la Trocardière, Rezé Affluence : 3 811 Arbitrage : Sigurjonsson, Petursson |

### Journée 3
| 9 octobre 2016 16h00 | HBC Nantes                        | 35 - 33   | ABC Braga/UMinho | Salle de la Trocardière, Rezé Affluence : 3 892 Arbitrage : Leszczynski, Piechota |
| 9 octobre 2016 16h00 | Nicolas Claire, Nicolas Tournat 8 | (20 - 16) | Nuno Pereira 9   | Salle de la Trocardière, Rezé Affluence : 3 892 Arbitrage : Leszczynski, Piechota |
| 9 octobre 2016 16h00 | ×3                                | Rapport   | ×3 ×6            | Salle de la Trocardière, Rezé Affluence : 3 892 Arbitrage : Leszczynski, Piechota |

| 9 octobre 2016 16h00 | HC Motor Zaporijia                   | 34 - 28   | Team Tvis Holstebro | Kharkiv Sport Hall, Kharkiv Affluence : 2 100 Arbitrage : Tzaferopoulos, Bethmann |
| 9 octobre 2016 16h00 | Gleb Kalarash, Aidenas Malašinskas 6 | (19 - 10) | Magnus Bramming 10  | Kharkiv Sport Hall, Kharkiv Affluence : 2 100 Arbitrage : Tzaferopoulos, Bethmann |
| 9 octobre 2016 16h00 | ×3 ×2                                | Rapport   | ×2                  | Kharkiv Sport Hall, Kharkiv Affluence : 2 100 Arbitrage : Tzaferopoulos, Bethmann |

| 9 octobre 2016 17h15 | Dinamo Bucarest  | 26 - 26   | Beşiktaş JK      | Dinamo Polyvalent Hall, Bucarest Affluence : 2 400 Arbitrage : Kaveshnikov, Plotnikov |
| 9 octobre 2016 17h15 | Quatre joueurs 4 | (11 - 13) | Faruk Vražalić 8 | Dinamo Polyvalent Hall, Bucarest Affluence : 2 400 Arbitrage : Kaveshnikov, Plotnikov |
| 9 octobre 2016 17h15 | ×3 ×1            | Rapport   | ×2 ×4            | Dinamo Polyvalent Hall, Bucarest Affluence : 2 400 Arbitrage : Kaveshnikov, Plotnikov |

### Journée 4
| 15 octobre 2016 17h00 | ABC Braga/UMinho | 34 - 32   | Dinamo Bucarest  | Pavilhão Flávio Sá Leite, Braga Affluence : 2 000 Arbitrage : Pandžić, Šatordžija |
| 15 octobre 2016 17h00 | André Gomes 7    | (18 - 18) | Sajjad Esteki 11 | Pavilhão Flávio Sá Leite, Braga Affluence : 2 000 Arbitrage : Pandžić, Šatordžija |
| 15 octobre 2016 17h00 | ×3               | Rapport   | ×3 ×6            | Pavilhão Flávio Sá Leite, Braga Affluence : 2 000 Arbitrage : Pandžić, Šatordžija |

| 15 octobre 2016 18h30 | Beşiktaş JK                     | 23 - 22  | HC Motor Zaporijia  | Izmit Arena, Izmit Affluence : 1 400 Arbitrage : Mandák, Rudinský |
| 15 octobre 2016 18h30 | Tolga Özbahar, Nemanja Pribak 5 | (11 - 7) | Sergueï Chelmenko 6 | Izmit Arena, Izmit Affluence : 1 400 Arbitrage : Mandák, Rudinský |
| 15 octobre 2016 18h30 | ×2 ×7                           | Rapport  | ×3 ×5               | Izmit Arena, Izmit Affluence : 1 400 Arbitrage : Mandák, Rudinský |

| 16 octobre 2016 15h00 | Team Tvis Holstebro | 25 - 35   | HBC Nantes       | Gräkjaer Arena, Holstebro Affluence : 2 447 Arbitrage : Schulze, Tönnies |
| 16 octobre 2016 15h00 | Magnus Bramming 9   | (13 - 18) | Nicolas Claire 7 | Gräkjaer Arena, Holstebro Affluence : 2 447 Arbitrage : Schulze, Tönnies |
| 16 octobre 2016 15h00 | ×3 ×5               | Rapport   | ×3 ×5            | Gräkjaer Arena, Holstebro Affluence : 2 447 Arbitrage : Schulze, Tönnies |

### Journée 5
| 22 octobre 2016 15h00 | Beşiktaş JK    | 36 - 27   | Team Tvis Holstebro | Izmit Arena, Izmit Affluence : 1 100 Arbitrage : Brunner, Salah |
| 22 octobre 2016 15h00 | Ramazan Döne 8 | (15 - 16) | Magnus Bramming 7   | Izmit Arena, Izmit Affluence : 1 100 Arbitrage : Brunner, Salah |
| 22 octobre 2016 15h00 | ×2 ×3          | Rapport   | ×2 ×7               | Izmit Arena, Izmit Affluence : 1 100 Arbitrage : Brunner, Salah |

| 22 octobre 2016 17h30 | Dinamo Bucarest   | 26 - 27   | HBC Nantes   | Dinamo Polyvalent Hall, Bucarest Affluence : 2 538 Arbitrage : Dobrovits, Tájok |
| 22 octobre 2016 17h30 | Mihai Asoltanei 6 | (15 - 11) | Théo Derot 7 | Dinamo Polyvalent Hall, Bucarest Affluence : 2 538 Arbitrage : Dobrovits, Tájok |
| 22 octobre 2016 17h30 | ×3 ×1             | Rapport   | ×2 ×1        | Dinamo Polyvalent Hall, Bucarest Affluence : 2 538 Arbitrage : Dobrovits, Tájok |

| 22 octobre 2016 18h00 | HC Motor Zaporijia  | 27 - 23  | ABC Braga/UMinho | Kharkiv Sport Hall, Kharkiv Affluence : 2 200 Arbitrage : Gousko, Repkin |
| 22 octobre 2016 18h00 | Sergueï Chelmenko 8 | (13 - 9) | Nuno Pereira 5   | Kharkiv Sport Hall, Kharkiv Affluence : 2 200 Arbitrage : Gousko, Repkin |
| 22 octobre 2016 18h00 | ×3 ×4               | Rapport  | ×3 ×4            | Kharkiv Sport Hall, Kharkiv Affluence : 2 200 Arbitrage : Gousko, Repkin |

### Journée 6
| 12 novembre 2016 17h00 | ABC Braga/UMinho | 22 - 35  | HC Motor Zaporijia | Pavilhão Flávio Sá Leite, Braga Affluence : 1 200 Arbitrage : Pavićević, Ražnatović |
| 12 novembre 2016 17h00 | Nuno Pereira 5   | (9 - 18) | Barys Pukhouski 8  | Pavilhão Flávio Sá Leite, Braga Affluence : 1 200 Arbitrage : Pavićević, Ražnatović |
| 12 novembre 2016 17h00 | ×3               | Rapport  | ×1 ×7              | Pavilhão Flávio Sá Leite, Braga Affluence : 1 200 Arbitrage : Pavićević, Ražnatović |

| 13 novembre 2016 15h10 | Team Tvis Holstebro | 29 - 25   | Beşiktaş JK        | Gräkjaer Arena, Holstebro Affluence : 1 923 Arbitrage : Konjičanin, Konjičanin |
| 13 novembre 2016 15h10 | Magnus Bramming 9   | (14 - 14) | Mehmet Demirezen 6 | Gräkjaer Arena, Holstebro Affluence : 1 923 Arbitrage : Konjičanin, Konjičanin |
| 13 novembre 2016 15h10 | ×2 ×4               | Rapport   | ×3 ×2              | Gräkjaer Arena, Holstebro Affluence : 1 923 Arbitrage : Konjičanin, Konjičanin |

| 13 novembre 2016 17h00 | HBC Nantes       | 26 - 24   | Dinamo Bucarest | Salle de la Trocardière, Rezé Affluence : 4 500 Arbitrage : Gubica, Milošević |
| 13 novembre 2016 17h00 | David Balaguer 9 | (12 - 12) | Sajjad Esteki 8 | Salle de la Trocardière, Rezé Affluence : 4 500 Arbitrage : Gubica, Milošević |
| 13 novembre 2016 17h00 | ×3 ×0            | Rapport   | ×3 ×2           | Salle de la Trocardière, Rezé Affluence : 4 500 Arbitrage : Gubica, Milošević |

### Journée 7
| 17 novembre 2016 19h30 | Dinamo Bucarest | 30 - 25   | Team Tvis Holstebro | Dinamo Polyvalent Hall, Bucarest Affluence : 1 500 Arbitrage : Baranowski, Lemanowicz |
| 17 novembre 2016 19h30 | Sajjad Esteki 7 | (12 - 12) | Magnus Bramming 12  | Dinamo Polyvalent Hall, Bucarest Affluence : 1 500 Arbitrage : Baranowski, Lemanowicz |
| 17 novembre 2016 19h30 | ×3 ×5           | Rapport   | ×3 ×1               | Dinamo Polyvalent Hall, Bucarest Affluence : 1 500 Arbitrage : Baranowski, Lemanowicz |

| 19 novembre 2016 17h00 | ABC Braga/UMinho | 27 - 28   | Beşiktaş JK     | Pavilhão Flávio Sá Leite, Braga Affluence : 1 500 Arbitrage : Lah, Sok |
| 19 novembre 2016 17h00 | Pedro Spinola 8  | (14 - 13) | Ramazan Döne 11 | Pavilhão Flávio Sá Leite, Braga Affluence : 1 500 Arbitrage : Lah, Sok |
| 19 novembre 2016 17h00 | ×2 ×5            | Rapport   | ×2 ×4           | Pavilhão Flávio Sá Leite, Braga Affluence : 1 500 Arbitrage : Lah, Sok |

| 19 novembre 2016 18h30 | HBC Nantes                   | 32 - 34   | HC Motor Zaporijia                | Salle de la Trocardière, Rezé Affluence : 4 250 Arbitrage : Nikolov, Nachevski |
| 19 novembre 2016 18h30 | Nicolas Claire, Théo Derot 7 | (19 - 16) | Gleb Kalarash, Artem Kozakevych 6 | Salle de la Trocardière, Rezé Affluence : 4 250 Arbitrage : Nikolov, Nachevski |
| 19 novembre 2016 18h30 | ×3 ×2                        | Rapport   | ×3 ×2 ×1                          | Salle de la Trocardière, Rezé Affluence : 4 250 Arbitrage : Nikolov, Nachevski |

### Journée 8
| 26 novembre 2016 16h00 | HC Motor Zaporijia | 35 - 27   | Dinamo Bucarest  | Kharkiv Sport Hall, Kharkiv Affluence : 2 700 Arbitrage : Brunner, Salah |
| 26 novembre 2016 16h00 | Barys Pukhouski 8  | (19 - 10) | Sajjad Esteki 11 | Kharkiv Sport Hall, Kharkiv Affluence : 2 700 Arbitrage : Brunner, Salah |
| 26 novembre 2016 16h00 | ×3 ×6 ×1           | Rapport   | ×3 ×1            | Kharkiv Sport Hall, Kharkiv Affluence : 2 700 Arbitrage : Brunner, Salah |

| 27 novembre 2016 15h00 | Team Tvis Holstebro | 34 - 29   | ABC Braga/UMinho | Gräkjaer Arena, Holstebro Affluence : 1 492 Arbitrage : Tzaferopoulos, Bethmann |
| 27 novembre 2016 15h00 | Vignir Svavarsson 8 | (18 - 13) | Spinola 7        | Gräkjaer Arena, Holstebro Affluence : 1 492 Arbitrage : Tzaferopoulos, Bethmann |
| 27 novembre 2016 15h00 | ×2 ×4               | Rapport   | ×3 ×2            | Gräkjaer Arena, Holstebro Affluence : 1 492 Arbitrage : Tzaferopoulos, Bethmann |

| 27 novembre 2016 16h00 | Beşiktaş JK | 28 - 33   | HBC Nantes       | Izmit Arena, Izmit Affluence : 1 500 Arbitrage : Andorka, Hucker |
| 27 novembre 2016 16h00 | Özbahar 8   | (14 - 16) | Senjamin Burić 7 | Izmit Arena, Izmit Affluence : 1 500 Arbitrage : Andorka, Hucker |
| 27 novembre 2016 16h00 | ×2 ×3       | Rapport   | ×2 ×1            | Izmit Arena, Izmit Affluence : 1 500 Arbitrage : Andorka, Hucker |

### Journée 9
| 1 décembre 2016 19h30 | Dinamo Bucarest  | 35 - 29   | ABC Braga/UMinho | Dinamo Polyvalent Hall, Bucarest Affluence : 1 500 Arbitrage : Baumgart, Wild |
| 1 décembre 2016 19h30 | Sajjad Esteki 14 | (20 - 15) | Trois joueurs 7  | Dinamo Polyvalent Hall, Bucarest Affluence : 1 500 Arbitrage : Baumgart, Wild |
| 1 décembre 2016 19h30 | ×3 ×5            | Rapport   | ×3 ×4            | Dinamo Polyvalent Hall, Bucarest Affluence : 1 500 Arbitrage : Baumgart, Wild |

| 3 décembre 2016 18h30 | HBC Nantes                        | 31 - 26   | Team Tvis Holstebro | Salle de la Trocardière, Rezé Affluence : 3 800 Arbitrage : Lah, Sok |
| 3 décembre 2016 18h30 | David Balaguer, Nicolas Tournat 5 | (15 - 16) | Vignir Svavarsson 7 | Salle de la Trocardière, Rezé Affluence : 3 800 Arbitrage : Lah, Sok |
| 3 décembre 2016 18h30 | ×3 ×6 ×1                          | Rapport   | ×1 ×7               | Salle de la Trocardière, Rezé Affluence : 3 800 Arbitrage : Lah, Sok |

| 4 décembre 2016 17h00 | HC Motor Zaporijia | 34 - 28   | Beşiktaş JK      | Kharkiv Sport Hall, Kharkiv Affluence : 2 900 Arbitrage : Baranowski, Lemanowicz |
| 4 décembre 2016 17h00 | Gleb Kalarash 9    | (20 - 13) | Faruk Vražalić 8 | Kharkiv Sport Hall, Kharkiv Affluence : 2 900 Arbitrage : Baranowski, Lemanowicz |
| 4 décembre 2016 17h00 | ×3 ×10 ×2          | Rapport   | ×3 ×11 ×1        | Kharkiv Sport Hall, Kharkiv Affluence : 2 900 Arbitrage : Baranowski, Lemanowicz |

### Journée 10
| 11 février 2017 15h30 | ABC Braga/UMinho    | 29 - 34   | HBC Nantes      | Pavilhão Flávio Sá Leite, Braga Affluence : 1 500 Arbitrage : Konjičanin, Konjičanin |
| 11 février 2017 15h30 | Ricardo Pesqueira 5 | (13 - 18) | Dominik Klein 8 | Pavilhão Flávio Sá Leite, Braga Affluence : 1 500 Arbitrage : Konjičanin, Konjičanin |
| 11 février 2017 15h30 | ×3                  | Rapport   | ×3 ×1           | Pavilhão Flávio Sá Leite, Braga Affluence : 1 500 Arbitrage : Konjičanin, Konjičanin |

| 11 février 2017 16h00 | Beşiktaş JK     | 29 - 27   | Dinamo Bucarest   | Izmit Arena, Izmit Affluence : 1 250 Arbitrage : Sager, Styge |
| 11 février 2017 16h00 | Tolga Özbahar 6 | (14 - 12) | Jakov Vranković 7 | Izmit Arena, Izmit Affluence : 1 250 Arbitrage : Sager, Styge |
| 11 février 2017 16h00 | ×3 ×4           | Rapport   | ×3                | Izmit Arena, Izmit Affluence : 1 250 Arbitrage : Sager, Styge |

| 12 février 2017 15h00 | Team Tvis Holstebro | 28 - 30   | HC Motor Zaporijia | Gräkjaer Arena, Holstebro Affluence : 2 184 Arbitrage : Dobrovits, Tájok |
| 12 février 2017 15h00 | Magnus Bramming 7   | (17 - 15) | Artem Kozakevych 7 | Gräkjaer Arena, Holstebro Affluence : 2 184 Arbitrage : Dobrovits, Tájok |
| 12 février 2017 15h00 | ×3 ×7               | Rapport   | ×3 ×5              | Gräkjaer Arena, Holstebro Affluence : 2 184 Arbitrage : Dobrovits, Tájok |

## Demi-finales de qualification
Le vainqueur de chacune des deux demi-finales de qualification obtient sa qualification pour les huitièmes de finale. Les matchs se dérouleront entre les 4 et 5 mars (aller) et entre le 11 mars (retour) :
| Match | Club                | Aller              | Aller   | Score total | Retour  | Retour              | Club                 |
| Match | Club                | Date               | Score   | Score total | Score   | Date                | Club                 |
| ----- | ------------------- | ------------------ | ------- | ----------- | ------- | ------------------- | -------------------- |
| K1    | Naturhouse La Rioja | 5 mars 2017, 20h00 | 25 - 31 | 56 - 68     | 31 - 37 | 11 mars 2017, 20h00 | HBC Nantes           |
| K2    | HC Motor Zaporijia  | 4 mars 2017, 18h00 | 34 - 36 | 63 - 65     | 29 - 29 | 11 mars 2017, 17h00 | Montpellier Handball |

### Demi-finales aller
| 4 mars 2017 18h00 | HC Motor Zaporijia | 34 - 36   | Montpellier Handball   | Kharkiv Sport Hall, Kharkiv Affluence : 3 100 Arbitrage : Dinu, Din |
| 4 mars 2017 18h00 | Igor Soroka 10     | (15 - 18) | Jonas Truchanovicius 8 | Kharkiv Sport Hall, Kharkiv Affluence : 3 100 Arbitrage : Dinu, Din |
| 4 mars 2017 18h00 | ×3 ×6              | Rapport   | ×3 ×6                  | Kharkiv Sport Hall, Kharkiv Affluence : 3 100 Arbitrage : Dinu, Din |

| 5 mars 2017 20h00 | Naturhouse La Rioja | 25 - 31   | HBC Nantes         | Palais des sports de La Rioja, Logroño Affluence : 2 200 Arbitrage : Madsen, Mortensen |
| 5 mars 2017 20h00 | Haniel Langaro 7    | (13 - 13) | Eduardo Gurbindo 9 | Palais des sports de La Rioja, Logroño Affluence : 2 200 Arbitrage : Madsen, Mortensen |
| 5 mars 2017 20h00 | ×3 ×1               | Rapport   | ×3 ×5              | Palais des sports de La Rioja, Logroño Affluence : 2 200 Arbitrage : Madsen, Mortensen |

### Demi-finales retour
| 11 mars 2017 17h00 | Montpellier Handball | 29 - 29   | HC Motor Zaporijia  | Arena de Montpellier, Montpellier Affluence : 2 800 Arbitrage : Pandzic ,Mosorinski |
| 11 mars 2017 17h00 | Jure Dolenec 8       | (14 - 13) | Artem Kozakevitch 8 | Arena de Montpellier, Montpellier Affluence : 2 800 Arbitrage : Pandzic ,Mosorinski |
| 11 mars 2017 17h00 | ×3                   | Rapport   | ×3 ×7               | Arena de Montpellier, Montpellier Affluence : 2 800 Arbitrage : Pandzic ,Mosorinski |

| 11 mars 2017 20h00 | HBC Nantes   | 37 - 31   | Naturhouse La Rioja     | Parc des expositions de la Beaujoire, Nantes Affluence : 4 438 Arbitrage : Mazeika, Gatelis |
| 11 mars 2017 20h00 | Théo Derot 8 | (21 - 15) | Ángel Fernández Pérez 6 | Parc des expositions de la Beaujoire, Nantes Affluence : 4 438 Arbitrage : Mazeika, Gatelis |
| 11 mars 2017 20h00 | ×3 ×1        | Rapport   | ×3 ×2                   | Parc des expositions de la Beaujoire, Nantes Affluence : 4 438 Arbitrage : Mazeika, Gatelis |